# Urtica circularis
Urtica circularis är en nässelväxtart som först beskrevs av Cristóbal Mariá Hicken, och fick sitt nu gällande namn av Soraru. Urtica circularis ingår i släktet nässlor, och familjen nässelväxter. Inga underarter finns listade i Catalogue of Life.